# Alyosha Popovich và Tugarin Zmey
Alyosha Popovich và Tugarin Zmey (tiếng Nga: Алёша Попович и Тугарин Змей) là phần đầu trong chùm phim hoạt hình Ba tráng sĩ.

## Nội dung

### Nhân vật
- Alyosha Popovich: Anh hùng trẻ tuổi nhất, không biết đọc biết viết, hơi ngốc nghếch nhưng vui nhộn và trung thực.
- Gaius Iulius Caesar: Chú ngựa tuyệt vời của Alyosha, vui nhộn và lắm mồm.
- Tikhon: Bác của Alyosha - tính tình chu đáo và hay gắt gỏng. Trong một số trường hợp thường tỏ ra tháo vát, nhưng lại rất hèn nhát. Tuy vậy, luôn thương yêu Alyosha như con của mình.
- Lyubava: Một thiếu nữ 16 tuổi, thông minh và nhí nhảnh, mối tình đầu đời của Alyosha.
- Bà của Lyubava: Một người hay cáu bẳn, không ưa Alyosha và gọi cậu là Thằng ba que.
- Rắn thần Tugarin: Một kẻ tham lam, hung ác, thống lĩnh đội quân Tatar man rợ.
- Moisey: Một chú lừa láu cá, được đặt theo tên nhà tiên tri Do Thái.
- Hoàng tử Kiev: Một anh chàng tham lam, xảo quyệt, và hèn nhát. Nhân vật phản diện xuyên suốt cả chùm phim.
- Svyatogor: Vị anh hùng, nhân vật trung tâm của câu chuyện, có trí tuệ sáng suốt, trí nhớ phi thường song tuổi đã cao, bị bệnh và tật nguyền.